# Кинварра

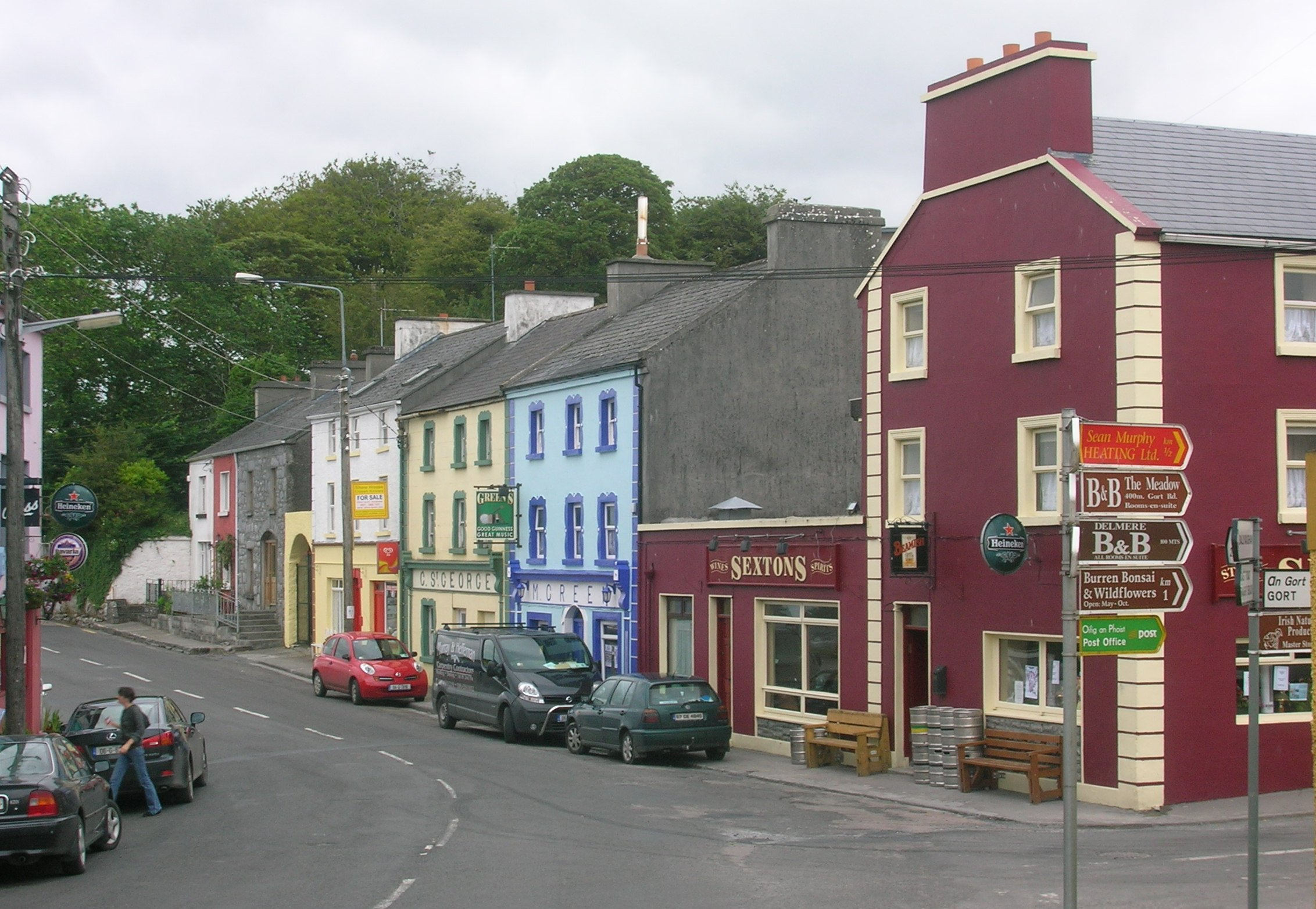
Кинвара, 2007

Кинварра (англ. Kinvara; ирл. Cinn Mhara, Киннь-Вара) — деревня в Ирландии, находится в графстве Голуэй (провинция Коннахт).

## История
Во время голода в Ирландии в 1840-х годах и вплоть до 1960-х годов много жителей покинуло свою родину и в итоге осталось лишь несколько сотен жителей. Только начиная с 1980-х годов численность населения медленно растёт.
Во время Пасхального восстания в Кинваре раздавались первые выстрелы. Происшествие случилось перед домом вспомогательного пастыря на дороге Грин род (Green Road), когда члены Royal Irish Constabulary пытались взять его и членов движения Óglaigh na hÉireann под арест.

## Фестивали
- Во второй входной августа проводится регата Galway Hookers. Маршрут регаты — Из Коннемары в Кинварру.
- В конце мая проводится фестиваль народной музыки Fleadh na gCuach.

## Демография
Население — 563 человека (по переписи 2006 года). В 2002 году население было 447 человек.
Данные переписи 2006 года:
| Общие демографические показатели |               |                               |                               |      |      |
| Всё население                    | Всё население | Изменения населения 2002—2006 | Изменения населения 2002—2006 | 2006 | 2006 |
| 2002                             | 2006          | чел.                          | %                             | муж. | жен. |
| 447                              | 563           | 116                           | 26                            | 265  | 298  |